# Selvas tropicales del archipiélago de Sulu

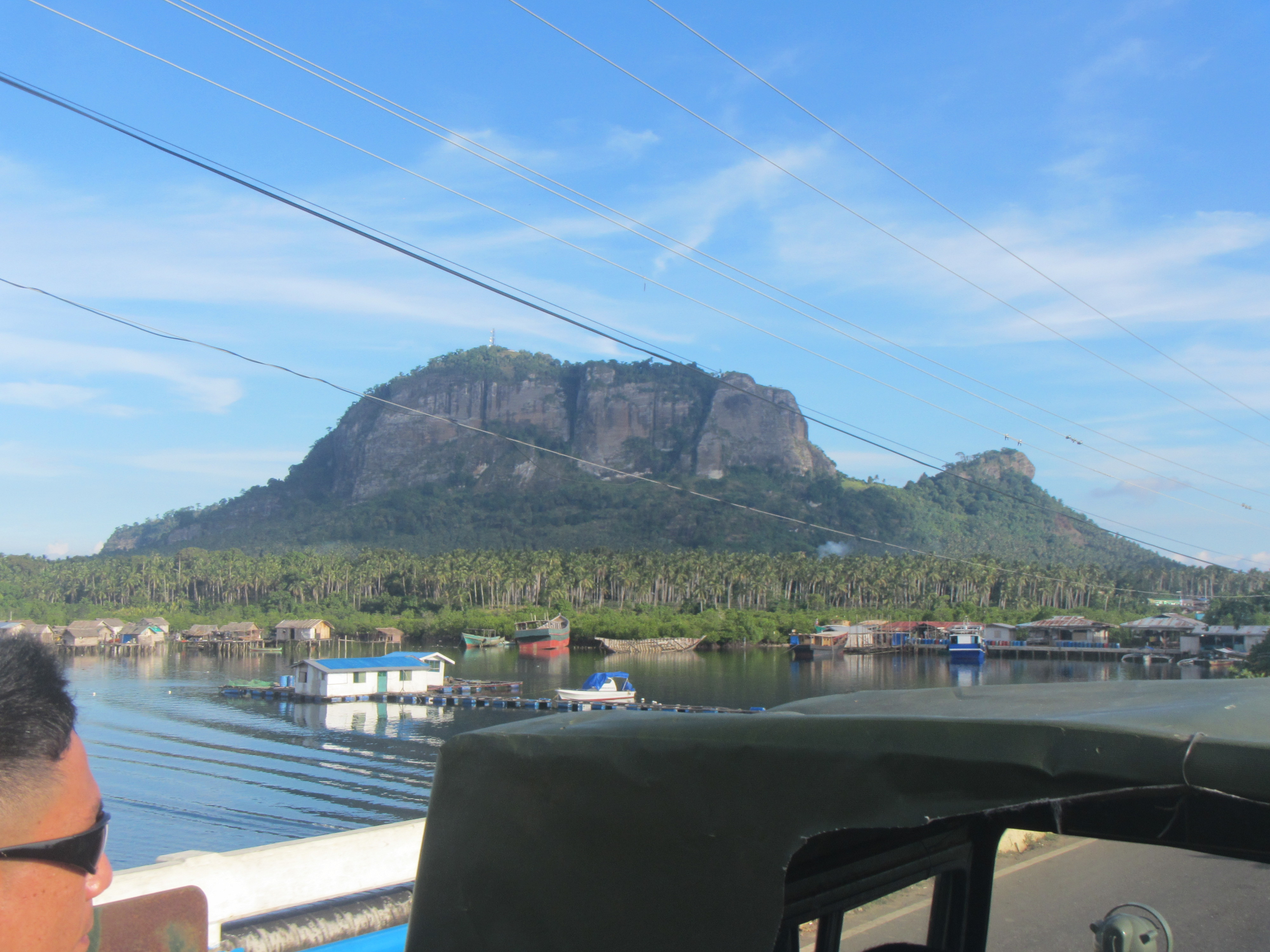
El monte Bongao, una montaña de piedra caliza y selva tropical de 342 metros de altura en la isla de Tawi-Tawi

La ecorregión de bosques tropicales del archipiélago de Sulu (WWF ID: IM0156) cubre el archipiélago de Sulu, excepto la isla de Basilan en el extremo norte, en el suroeste de Filipinas. Las islas están lo suficientemente separadas de Borneo al sur y de Mindanao al norte como para que hayan desarrollado sus propias comunidades de flora y fauna distintivas. La mayor parte de la selva tropical original ha sido removida o perturbada para la agricultura, y la inestabilidad política en las islas ha obstaculizado los esfuerzos de conservación.

## Ubicación y descripción
Las islas no son los restos de un puente terrestre entre Borneo y Mindanao, sino producto de volcanes submarinos. Hay canales profundos entre las Sulus y las islas mayores al sur y al norte, pero las distancias no son grandes. Las islas actuales son bajas y de piedra caliza coralina. Las islas dividen el mar de Sulú, al norte, del mar de Célebes, al sur. En general, las islas son de poca altitud, siendo la cota más alta de 664 metros sobre el nivel del mar. La ecorregión incluye las islas de Sibutu, Sanga-Sanga, Tawi-Tawi y Panguan.

## Clima
El clima de la ecorregión es un clima de selva tropical (clasificación climática de Köppen (Af)). Este clima se caracteriza por ser cálido, húmedo y con al menos 60 mm de precipitación cada mes.

## Flora y fauna
Los tipos de bosques en las islas incluyen bosques de playa, manglares y bosques tropicales de tierras bajas. Los bosques de playa cuentan con Barringtonia, Caesalpinia y Terminalia. Las especies características de la selva tropical de tierras bajas incluyen Anisoptera, Dipterocarpus, Hopea y Shorea. Las especies de mangle incluyen Rhizophora, Ceriops, Sonneratia, Avicennia y la palma de mangle (Nypa fruticans). Alrededor del 75% de las islas están cubiertas de bosque cerrado, en su mayoría de hoja perenne de hoja ancha, pero este bosque ha sido degradado por la tala en los últimos años.
Las aves de interés para la conservación incluyen la cacatúa filipina (Cacatua haematuropygia), en peligro crítico, y el vulnerable martín pescador de Wincell (Todirhamphus winchelli).

## Áreas protegidas
No hay áreas protegidas significativas en el archipiélago de Sulu, aunque hay un pequeño sitio de ecoturismo que cubre 250 hectáreas en el monte Bongao.